# Acapulco Shore: Nueva Generación
Acapulco Shore: Nueva Generación es la primera temporada especial del programa de telerrealidad mexicano Acapulco Shore transmitido por MTV Latinoamérica. Fue filmado durante cuatro días en el D.F, México y estrenado el 14 de marzo de 2017. Los miembros originales del reparto Luis Caballero y Karime Pindter fueron presentados como los jefes, teniendo así la misión de elegir a los nuevos miembros del elenco para la cuarta temporada del programa. Incluye a Alexya Larios, Antonio Tiburcio, Chirstian Herrera, Eduardo Miranda participante de Big Brother México 2015, Gabriela Ruiz, Humbie Vallin, Luisa Cavazos, Marlen Martínez, Sofía Beltrán y Victor Ortiz.
Beltran fue expulsada del programa antes de la selección debido numerosos altercados con Cavazos y Ruiz, Finalmente Alexya Larios, Antonio Tiburcio,  Christian Herrera, Gabriela Ruiz y Victor Ortiz fueron seleccionados para la cuarta temporada. Más tarde para la quinta temporada, Eduardo Miranda entró como miembro oficial del reparto.

## Reparto
A continuación los miembros de reparto y su descripción:
- Alexya Larios - Soy así y soy asa, ¡y estoy aquí!.
- Antonio "Tony" Tiburcio - Soy el tesoro de las mujeres y la envidia y el dolor de los hombres.
- Christian Herrera - Me encanta ir de fiesta.
- Eduardo "Chile" Miranda - Soy un hippie del futuro, milenario, sabes tranquilo e informal.
- Gabriela "Gaby" Ruiz - Las fiestas que vamos a hacer aquí, Dios mio.
- Humberto "Humbie" Vallin - Esto si esta "Heavy Metal".
- Luisa Cavazos - Siempre tiene que haber algo bonito.
- Marlen Martínez - Me cagan las personas hipócritas y sin personalidad.
- Sofía "Sofi" Beltrán - A toda acción corresponde una reacción.
- Victor Manuel Ortiz - A este lobo ninguna se le escapa.

### Jefes/Boss
- Karime Pindter.
- Luis "Potro" Caballero.

### Duración del Reparto
| Nombre    | Episodios | Episodios | Episodios | Episodios |
| Nombre    | 1         | 2         | 3         | 4         |
| Alexya    |           |           |           |           |
| Chile     |           |           |           |           |
| Christian |           |           |           |           |
| Gaby      |           |           |           |           |
| Humbie    |           |           |           |           |
| Karime    |           |           |           |           |
| Luisa     |           |           |           |           |
| Marlen    |           |           |           |           |
| Potro     |           |           |           |           |
| Sofi      |           |           |           |           |
| Tony      |           |           |           |           |
| Víctor    |           |           |           |           |
| --------- | --------- | --------- | --------- | --------- |